# Lauratonema spiculifer
Lauratonema spiculifer är en rundmaskart som beskrevs av Gerlach 1959. Lauratonema spiculifer ingår i släktet Lauratonema och familjen Lauratonematidae. Inga underarter finns listade i Catalogue of Life.